# Centre de rétention no 12
Le centre de rétention d'Onsong était un camp de travail de Corée du Nord. Il accueillait environ 15 000 prisonniers politiques et était situé près de la frontière chinoise dans la province du Hamgyong du Nord. Il est connu sous le nom de kwanliso no 12 (제12호 관리소). Il fut fermé à la suite d'une émeute, les prisonniers restants furent répartis dans d'autres camps.
Ahn Myung-Cheol, un réfugié nord-coréen qui avait travaillé comme garde dans un camp voisin a rapporté qu'un massacre de prisonniers avait eu lieu en se basant sur les dires de chefs de pelotons qui avaient participé à la répression. Ce récit est corroboré par Moon Hyun-Il, un autre réfugié qui l'a appris par des villageois après la fermeture du site.
Les émeutes s'étaient déclenchées en mai 1987 lorsqu'un prisonnier travaillant dans une mine de charbon a battu à mort un agent de sécurité en réplique à un usage excessif de la torture. Deux cents détenus qui avaient assisté à la scène attaquèrent le quartier des gardiens et en tuèrent un. Finalement, cinq mille prisonniers ont participé à la révolte. 
Après avoir perdu le contrôle de la situation, les gardiens, renforcés par des collègues d'un autre camp et équipés d'armes automatiques ont encerclé le camp et supprimé tous les émeutiers. Les corps des rebelles ont été soit brûlés soit ensevelis dans les collines. Les gardiens et leurs familles ont été enterrés au cimetière de Sawol-ri.
Actuellement, il existe encore un camp no 12 dans l'arrondissement d'Onsong. Cependant, il n'est pas dédié aux détenus politiques, il s'agit d'un kyohwaso pour les prisonniers de droit commun. Il est situé dans le village de Jeonger-ri et est occupé par 1 300 à 1 500 détenus.